# نظرية الشيء
نظرية الشيء هي إحدى فروع النظرية النقدية التي تركز على تفاعل الإنسان والمادة في الأدب والثقافة. وقد إقتُبِسَت من تمييز هايدغر بين المادة والشيء، حيث يَفتَرض أن المادة تصبح شيئاً عندما لا تستطيع _ بعد الآن _ أن تؤدي مهمتها العامة. وعندما تنهار المادة أو يُساءُ إستخدامها فإنها تَخسَرُ معنى رموزها اجتماعياً، فَتُمَثِلُ لنا حينها أساليباً جديدةً من خلال إيقاف المعتاد عليه. وعموماً فقد وُضِعَت هذه النظرية من قِبَلِ بيل براون الذي عمل على حَلِّ مسألةِ إستفسارٍ نقديةٍ إستثنائيةٍ عام 2001م  ونَشَرَ دراسةً عن المادة تحت عنوان «شُعورَ الأشياء».

## كما يقول براون في مقاله نظرية الشيء
نحن نبدأ في مواجهة واقعية المادة عندما تتوقف عن العمل لأجلنا: عندما تَخرجُ أداة الحفر عن المسار، عندما تتوقف السيارة عن التقدم، عندما تصبح النافذةُ قذرة، ويتم إيقاف المواد مؤقتاً عندما تخرج عن دائرة الإنتاج والتوزيع، الإستهلاك والعرض. إن قصة وصف المواد لنفسها بأنها اشياء، هي ذاتها قصة العلاقة المتغيرة للتابع البشري وبالتالي فإن قصةُ كيف أن أسماء الشيء والمادة حقيقةً أقل من علاقة فاعلٍ ومفعولٍ محددةٍ.
```
وكما جرت العادة في حياتنا، فإننا نَنظُرُ عبر المواد (لنرى ما يكشفونه من تاريخ، أو مجتمع، أو طبيعة، أو ثقافة وفوق كل ذلك ما يكشفونه عنا.) لكننا فقط نحصل على لَمحَةٍ من الأشياء.
```

## تطبيقات على نظرية الشيء
تُعَدُ نظريةُ الشيء مناسبةً تماماً لدراسةِ الحداثة، ويرجع ذلك إلى الانشغالات المادية للشعراء الحديثين أمثال ويليام كارلوس ويليامز، الذي أعلن أنه يجب أن يكون هناك «لا أفكار وإنما في الأشياء» أو فكرة توماس ستيرنز إليوت عن الترابط الموضوعي. وقد وجدت نظرية الشيء أيضاً مكاناً لها في دراسة صانع الثقافة المعاصرة، التي تنطبقُ على نظريات براون الجمالية للخبرات الأساسية في سوء الأستخدام. وقد طبق أيضاً النقاد الجُدد نظرية الشيء لإدخار الخبرات.
```
==ملاحظة نقدية==
```

وقد بدأ نقاد منهم سيفيرين فاولز من جامعة كولومبيا والمهندس المعماري توم موران من جامعة ميشيغان في تنظيم حصص عن «نظرية الشيء» وعلاقتها بالأدب والثقافة. وقد ركز فاولز على بقعة مظلمة في نظرية الشيء، التي يعزوها إلى ما بعد الوجود، وما بعد اهتمام الاستعمار للوجود المادي.
وقد عجزت هذه البقعة عن معالجة تأثير «غير الأشياء، والمساحات السلبية، والأشياء المفقودة أو المتروكة، وغياب الفجوات أو الثغرات، بعبارةٍ أخرى، ما يقف أيضاً أمامنا ككيان يجب أن نتعامل معه». فَعلى سبيل المثال، يشرح فاولز كيف أن الفاعل البشري مطلوب لفهم الفرق بين «مجموعة من المفاتيح» و «مجموعة مفقودة من المفاتيح», ولا يزال هذا الوعي البشري غائباً عن نظرية الشيء.